# ウィリアム・R・キング
ウィリアム・ルーファス・デ・ヴァーン・キング（英語: William Rufus de Vane King, 1786年4月7日 - 1853年4月18日）は、アメリカ合衆国の政治家。ノースカロライナ州選出下院議員、アラバマ州選出上院議員および第13代副大統領。ユニオニストであり、同時代の人々は彼をセクショナリズム、奴隷制度、西部拡大に関する穏健派であり、それは結局南北戦争につながるものであると考えた。彼は1850年協定の作成を支援した。外国領土で宣誓した唯一のアメリカ合衆国高官であったキングは、1853年4月18日に副大統領在職45日で結核により死去した。（大統領への昇格を除き）任期が最短の副大統領である（大統領に昇格した副大統領ではジョン・タイラー（ウィリアム・ハリソン病死により1841年4月4日に昇格）が最短で、アンドリュー・ジョンソン（エイブラハム・リンカーン暗殺により1865年4月15日に昇格）もキングより短い）。

## 生い立ち
ノースカロライナ州サンプソン郡でウィリアム・キングとマーガレット・デ・ヴァーン夫妻の間に生まれ、1803年にノースカロライナ大学を卒業した。彼は1806年に法曹界入りし、ノースカロライナ州クリントンで弁護士業を始めた。彼は1807年から1809年まで州下院議員を務め、1810年にはノースカロライナ州ウィルミントン市の代理人となった。また第12、第13、第14議会に選任され1811年3月4日から1816年11月4日まで連邦下院議員職を務めた。議員を辞職した後、彼はウィリアム・ピンクニーの下でナポリおよびサンクトペテルブルクの公使館の書記官を務め、1818年に帰国しアラバマ州ダラス郡のアラバマ川沿いに農園を購入した。農園は現在「キングズ・ベンド King's Bend」として知られ、セルマとカハバの間に位置する。彼はチェスナット・ヒルと命名した綿花の大農園を経営し、キングとその親類はアラバマで奴隷を所有する最も大きな家族であり、最大500人を所有していた。

## 政治経歴
キングはアラバマ州政府を組織化した協議会の代表であった。1819年のアラバマの州承認に際して、彼は同州代表として民主共和党から上院に選出された。彼はアンドルー・ジャクソンの支持者として1822年、1828年、1834年および1841年に再選され、1819年12月14日から1844年4月15日まで上院議員職を務めた。彼は第24から第27議会まで上院仮議長であった。また彼は公有地委員会および通商委員会の議長を務めた。

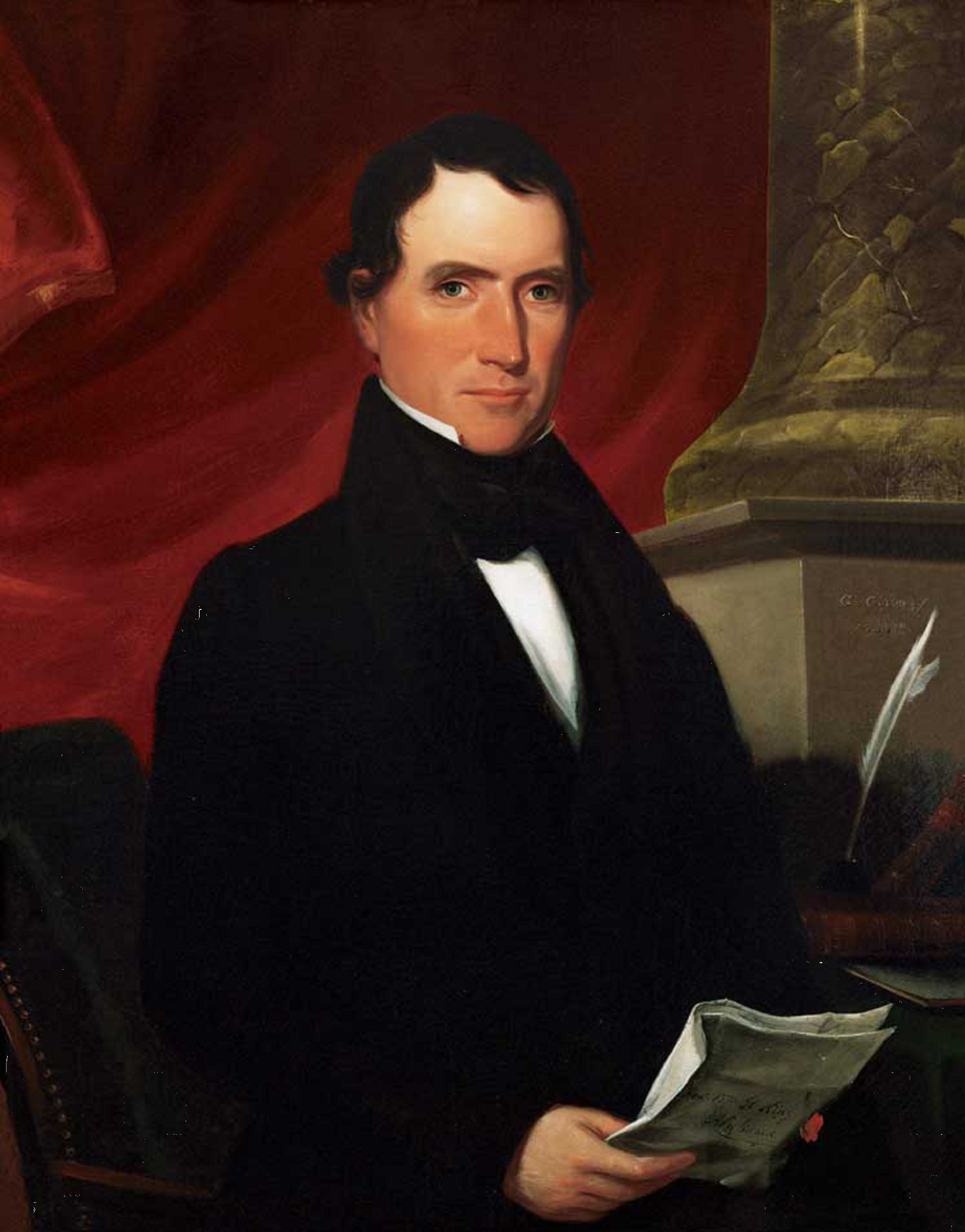
キングの肖像画、ジョージ・クック筆、1839年。

彼は1844年から1846年まで駐仏公使であった。彼はアーサー・P・バグビーの辞職によって生じた上院の空席に対して民主党から選出され1848年7月1日から上院議員職を務めた。1850年協定成立に導く論争の間、キングは奴隷制度反対の陳情に関する論争に対して乗員の発言封じ込めを支持し、コロンビア特別区における奴隷制度廃止に反対した。キングは保守的な奴隷制度支持の立場を支持し、憲法が南部および連邦で奴隷制度を保護したと主張し、準州での奴隷廃止論者や南部の奴隷制支持者による南部脱退論に対する立場であった。
1850年7月11日、ザカリー・テイラー大統領の死去から2日後にキングは再び上院仮議長に任命され、副大統領が空席だったため大統領継承順位が1位となった。キングは同職を健康問題のため辞職する1852年12月20日まで務めた。彼は第31、第32議会で上院仮議長を務め、外交委員会および年金委員会の議長であった。

## ブキャナンとの関係
ジェームズ・ブキャナンはキングの親友であった。2人はブキャナンが大統領に就任する前、ワシントンD.C.で15年間、家を共有した。ブキャナンとキングの密接な関係は、アンドルー・ジャクソンがキングを「ミス・ナンシー」「ファンシーおばさん」と呼ぶようにうながした。アーロン・V.ブラウンは2人のことを「ブキャナンと彼の妻」とのように話した。また、現代の幾人かの歴史家は、キングがブキャナンとの長期の親密な関係を持っており、同性愛者かもしれないと推測した。ブキャナンとキングの姪は彼女らのおじの手紙を廃棄し、2人の間にどんな関係があったかについていくらかの疑問を残したが、残された手紙は特別な愛情を例示し、ブキャナンは同居人との親交を主題にして書いていた。ブキャナンは1844年、キングがフランスに向けて発った後に「私は現在孤独で1人です。そして、家には仲間がいません。私は数人の紳士に言い寄ったが、彼らの誰ともうまくいきませんでした。 私は独りぼっちでいることがよくないと感じます。そして、私が病気であるときに看護することができて、調子が良いときおいしい夕食を提供して、私の情熱的でロマンチックな愛情も期待できないオールドミスと結婚していることに気づいて驚いてはいけません」と書いている。ブキャナンとキングの間の関係は歴史家の論争の的になっている。ポール・ボーラーなどの歴史家は、ブキャナンが「アメリカ史上最初の同性愛者である大統領」であったと推測できるように書き表したが、ブキャナンとキングの間に性的関係があったという証拠は存在しない。

## 副大統領職と死

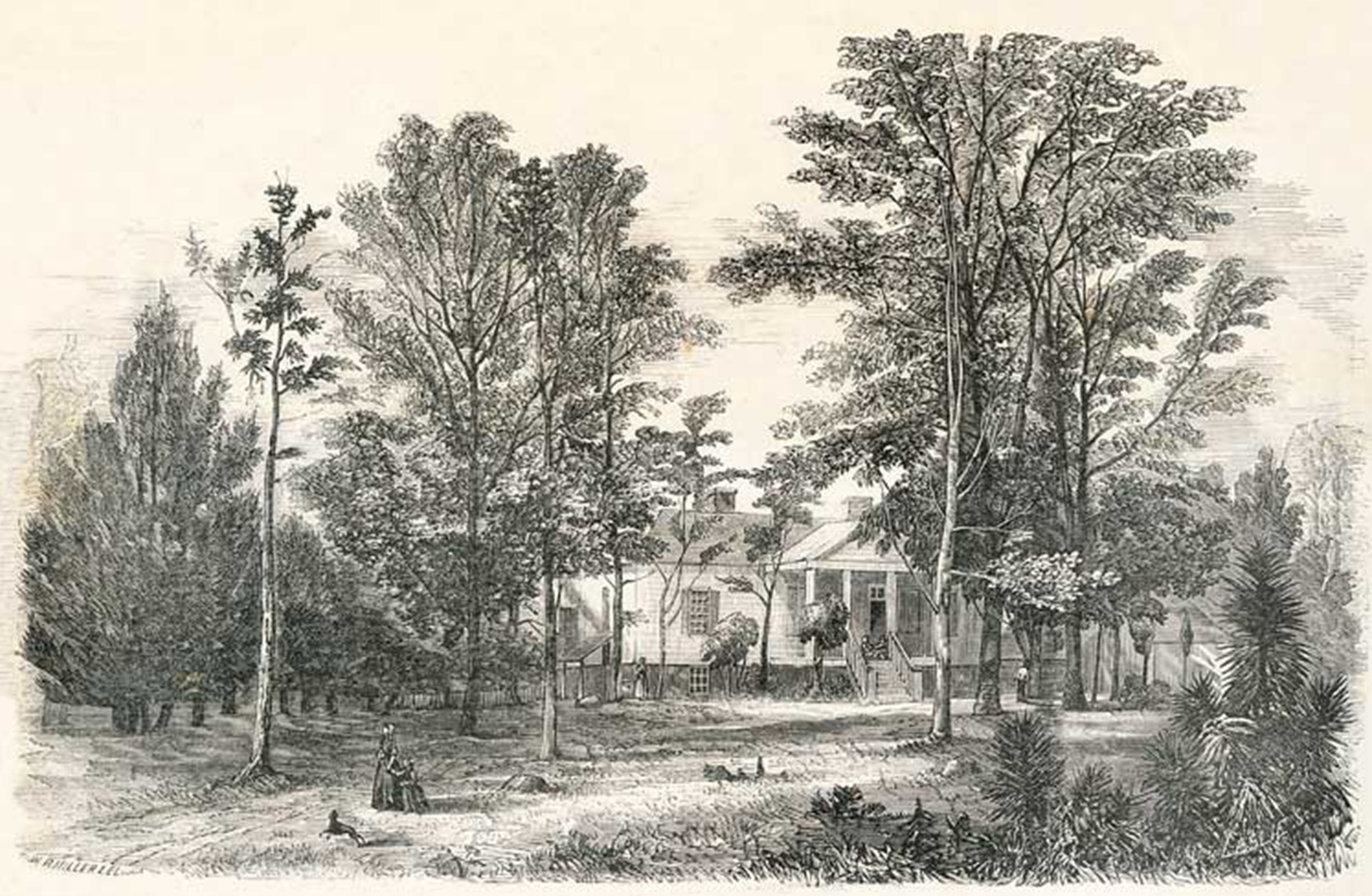
チェスナット・ヒルの凹版画、Illustrated News、1853年4月30日号。家は1920年代に火災のため焼失した。

1852年にはフランクリン・ピアースとともに民主党の副大統領候補として当選し、キューバで1853年3月24日に就任の宣誓を行なった。彼はジョン・チャートランドがマタンザスに所有するラ・アリアドネ農園を療養のため訪れており、この変則的な就任式は、末期の結核のため余命が長くないと考えられたため、議会の特別承認によって拡張された特権だった。就任式は就任日から20日後に行われたが、その間の3週間、彼は副大統領であった。彼の就任式にちなみ、新しく形成されたワシントン準州はキング郡と命名した郡を創設し、ピアース大統領にちなんで命名されたピアース郡同様に新政権の機嫌を取ることで迅速な州昇格がなされることが望まれた（ワシントンは1889年まで州にならなかった）。キング郡は現在も存在するが、1986年の州議会は「キング郡はマーティン・ルーサー・キングに敬意を表して「改名する」こと」とした。
その後まもなくキングは「キングズ・ベンド」に戻り、同地で死去した。彼は農園内の納骨堂に埋葬され、後にダラス郡セルマのライヴ・オーク墓地に再埋葬された。
キングの死後、副大統領職は1857年にジョン・ブレッキンリッジが就任するまで空席のままであった。1792年の大統領職継承条例に従い、1853年から57年まで大統領職継承順位の1位は上院仮議長であった。

## 参照
1. 1 2  Daniel Fate Brooks (2003). “The Faces of William R. King”. Alabama Heritage (University of Alabama, University of Alabama at Birmingham, Alabama Department of Archives and History) 69 (Summer):  14-23.
2. 1 2  United States Senate: William Rufus King, 13th Vice President (1853)
3. ↑  Klein, Philip S.; President James Buchanan: A Biography; Newtown, CT: Pennsylvania State University Press, 1962; pg. 111
4. 1 2 3  Baker, Jean H.; James Buchanan; Henry Holt and Company; 2004; pages 25-26
5. ↑  Boller, Paul F.; Not So!, New York: Oxford University Press, 1995; pg 75